# Bihać
Bihać (Servisch: Бихаћ) is een stad en gemeente aan de rivier de Una in het noordwesten van Bosnië en Herzegovina, en het centrum van het kanton Una-Sana in de Federatie van Bosnië en Herzegovina.

## Geschiedenis
De stad werd voor het eerst genoemd in 1260 als eigendom van een kerk in Topusko, Kroatië in een document van de Hongaars-Kroatische koning Béla IV, en het werd een vrije stad in 1262. Bihać was de tijdelijke hoofdstad van het Koninkrijk Kroatië. Het verloor zijn vrije status in de 14de eeuw, volgend aan ruzies in de dynastie van het Kroatisch Koninkrijk, en werd eigendom van de adellijke familie Frankopan. In de 16de eeuw werd het bestuurd door het koninkrijk zelf, toen de gevechten met het Ottomaanse Rijk begonnen. De stad Bihać, en de regio met dezelfde naam, hield de gevechten vol tot het, samen met de rest van de sandjak Bosnië, in handen viel van het Ottomaanse leger in 1592.
De vesting van Bihać zou de meest westelijke vesting van het Ottomaanse rijk blijven voor de komende paar honderd jaar, vanaf 1592 werd het bestuurd door de grootvizier Hasan-pasha Predojevic, die daarvoor orthodox Bosnisch was. De stad werd eerst het centrum van de sandjak Bihać, wat deel uitmaakte van het pashaluk Bosnië. Het werd in rang verlaagd in 1699 en werd toen gewoon weer een deel van het sandjak Bosnië, gedurende de periode van intense gevechten aan de grens tussen de Habsburgse monarchie en het Ottomaanse Rijk. In 1865 werd het weer het centrum van een eigen sandjak, dit duurde echter niet lang, want in 1878 viel heel Bosnië en Herzegovina, in handen van Oostenrijk-Hongarije.
Een periode van vrede volgde, gemarkeerd met het neerhalen van de muren van de vesting die het centrum van de stad en de uitwaaieringen ervan scheidden. De nieuwe regering had een aantal scholen en faciliteiten laten bouwen, waardoor de stad sterk ging groeien. Ook na het ontstaan van Joegoslavië bleef de stad zich sterk ontwikkelen als het centrum van de West-Bosnische regio, hoewel zijn groei beperkt werd door de grote depressie van de jaren 30.
Gedurende de Tweede Wereldoorlog diende het als hoofdkwartier voor het Partizaanse leger van Josip Broz Tito, en het was ook de plek waar de eerste AVNOJ-sessie werd gehouden in 1942. Het was het centrum van het anti-fascistisch verzet, waardoor het een doelwit werd voor het Duitse leger, die de stad in 1943 bezetten, en er de controle over behielden tot 1945.
In Bihać zijn veel gebouwen vernietigd in de recente Bosnische Oorlog, doordat de stad in beleg was door het Servische leger voor drie jaar lang, tot de zomer van 1995 toen het beleg gebroken werd door het begin van de Kroatische Operatie Storm.

## Demografie
In de volkstelling van 2013 verklaarde een ruime meerderheid van de bevolking van de gemeente Bihać islamitisch te zijn (90,7%). Ongeveer 5,9% is katholiek en 1,7% is orthodox. De rest is niet-religieus en ongeveer 200 mensen hangen een ander geloof aan. 

### 2013
In 2005 waren 91% van de inwoners van de gemeente etnische Bosniakken.
| Census | totaal | Bosniakken      | Serven          | Kroaten       | Joegoslaven   | overig       |
| ------ | ------ | --------------- | --------------- | ------------- | ------------- | ------------ |
| 2013   | 56 261 | 49 550 (88,07%) | 910 (1,61%)     | 3 265 (5,8%)  | n/a           | 2 536 (4,5%) |
| 1991   | 70 732 | 46 737 (66,07%) | 12 689 (17,93%) | 5580 (7,88%)  | 4356 (6,15%)  | 1370 (1,93%) |
| 1981   | 65 544 | 40 041 (61,09%) | 11 093 (16,92%) | 5855 (8,93%)  | 7364 (11,23%) | 1191 (1,81%) |
| 1971   | 58 185 | 37 325 (64,14%) | 12 096 (20,78%) | 6824 (11,72%) | 1133 (1,94%)  | 807 (1,38%)  |

## Nederzettingen (met meer dan 1500 inwoners),1991census
- Bihać

totaal: 45 553
- 27 418 - 60,18% Bosniakken
- 8218 - 18,04% Serven
- 4805 - 10,54% Kroaten
- 4020 - 8,82% Joegoslaven
- 1092 - 2,42% overig en onbekend

- Orašac

totaal: 2574
- 2498 - 97,04% Bosniakken
- 49 - 1,90% Serven
- 1 - 0,03% Kroaten
- 11 - 0,42% Joegoslaven
- 15 - 0,58% overig en onbekend

- Turija

totaal: 2118
- 1975 - 93,24% Bosniakken
- 71 - 3,35% Serven
- 2 - 0,09% Joegoslaven
- 70 - 3,30% overig en onbekend

- Brekovica

totaal: 1833
- 1779 - 97,05% Bosniakken
- 1 - 0,05% Kroaten
- 1 - 0,05% Serven
- 4 - 0,21% Joegoslaven
- 48 - 2,61% overig en onbekend

- Ripac

totaal: 1724
- 1297 - 75,23% Bosniakken
- 339 - 19,66% Serven
- 12 - 0,69% Kroaten
- 70 - 4,06% Joegoslaven
- 6 - 0,34% overig en onbekend

## Toerisme

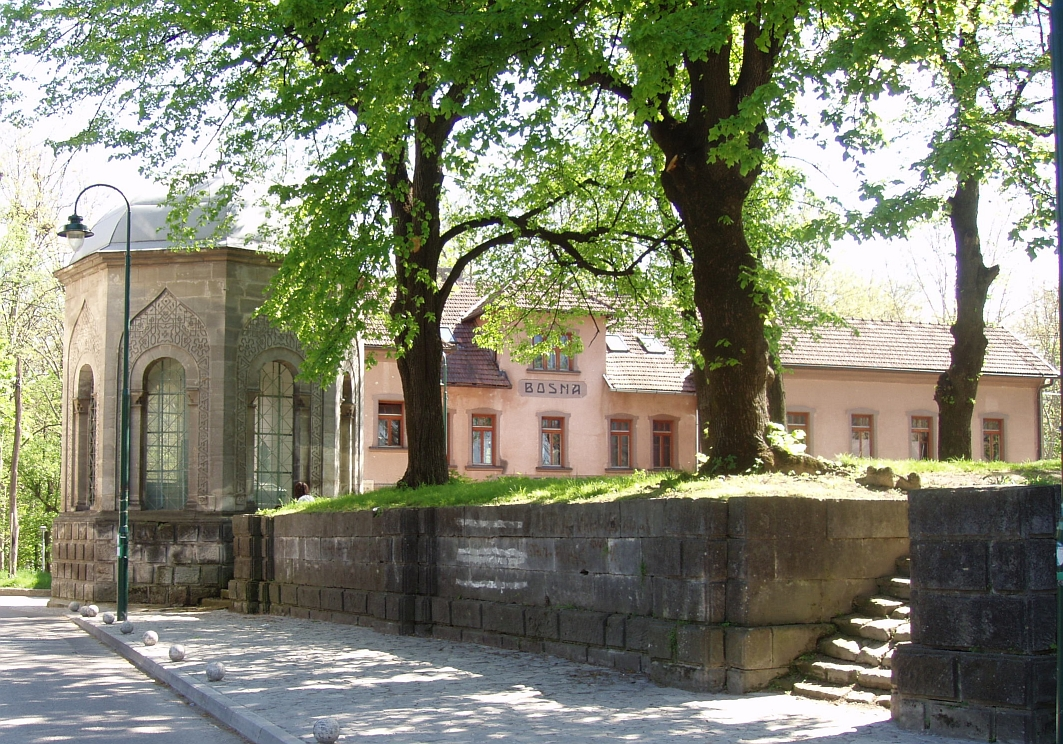
Bihać

De stad en de regio zijn nu belangrijke toeristische gebieden aan het worden, vanwege de mooie natuur. Door de vallei van de rivier de Una lopen hoofdwegen, waardoor de vallei goed bereikbaar is voor toeristen. Er wordt ook jaarlijks een regatta (roeiwedstrijd) gehouden, net als het theaterevenement Bihać Summer.
In Bihać is ook de Fethija-moskee te zien. Deze is gemaakt in 1266, en is de enige Europese moskee in de gotische stijl. Het is het oudste gotische gebouw in Bosnië en Herzegovina.

## Onderwijsinstellingen
De Universiteit van Bihać is geopend in 1997 en heeft de volgende faculteiten:
- Techniek
- Economie
- Recht
- Biotechniek
- Pedagogiek
- Medische College
- Islamitische Pedagogiek

## Sport
De lokale voetbalclub is NK Jedinstvo.
Daarnaast worden er vaak belangrijke roeiwedstrijden gehouden op de Una, zoals vorig jaar het Europees Kampioenschap Wildwatervaren.

## Economie
In Bihać wordt het met een prijs bekroonde bier Preminger gemaakt.

## Galerij

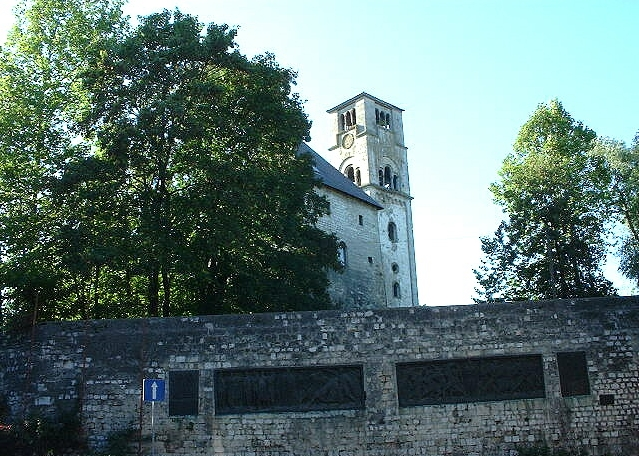
Toren van Bihać
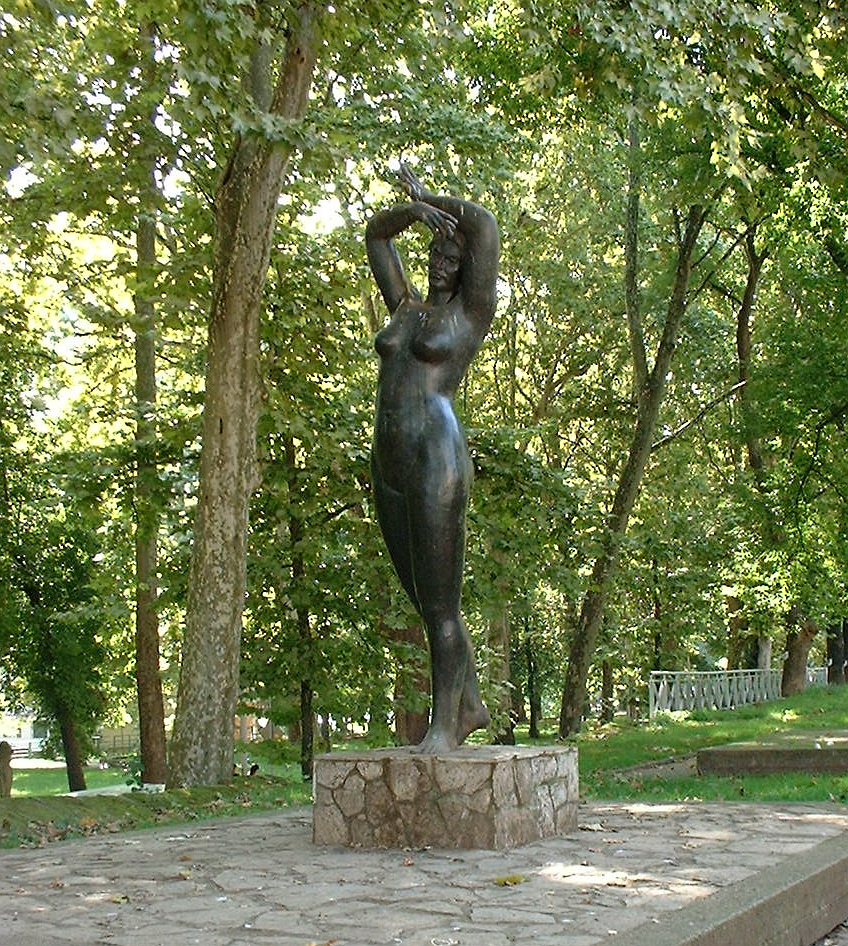
Standbeeld Djevojka sa Une
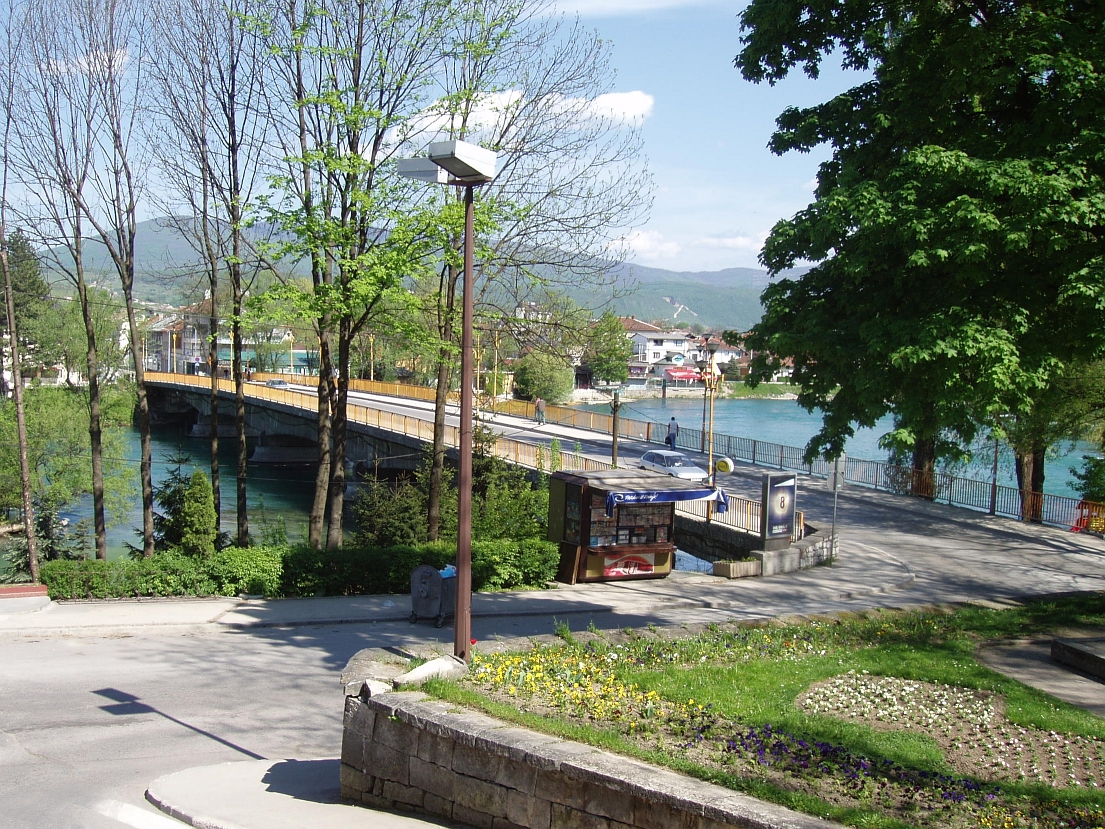
Brug van Alija Izetbegović
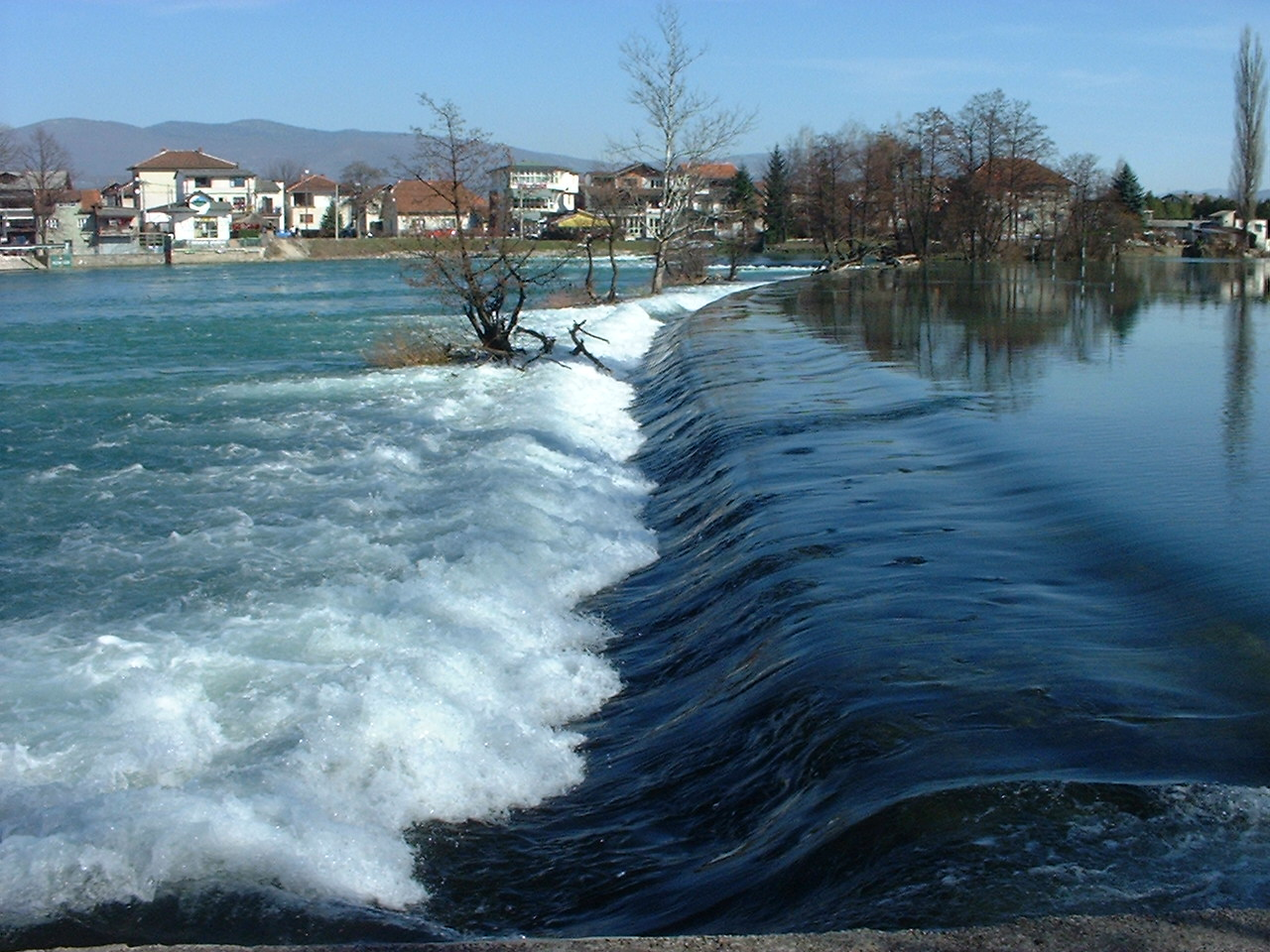
Rivier Una vlak bij Bihać
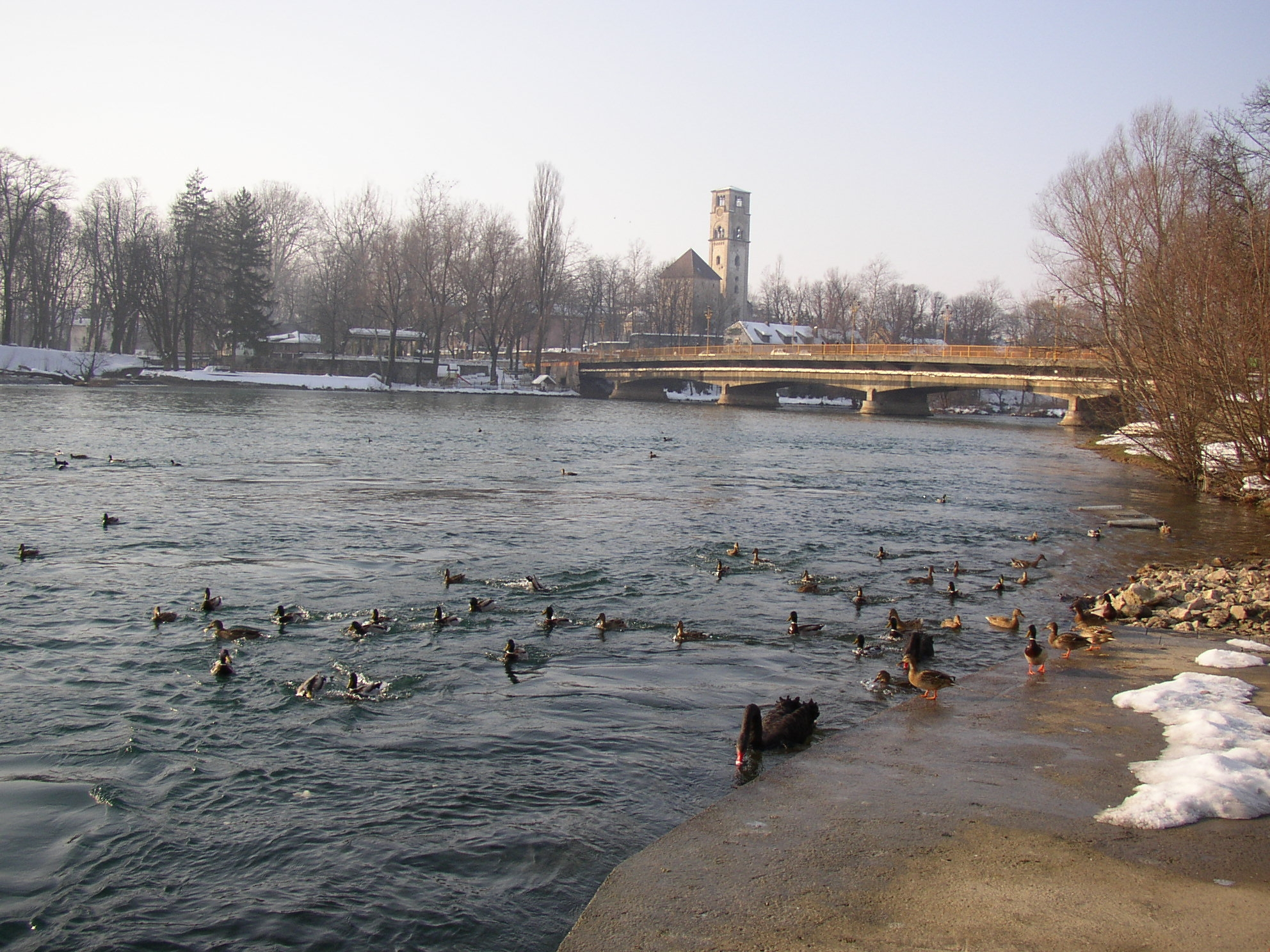
Rivier Una vlak bij Bihać
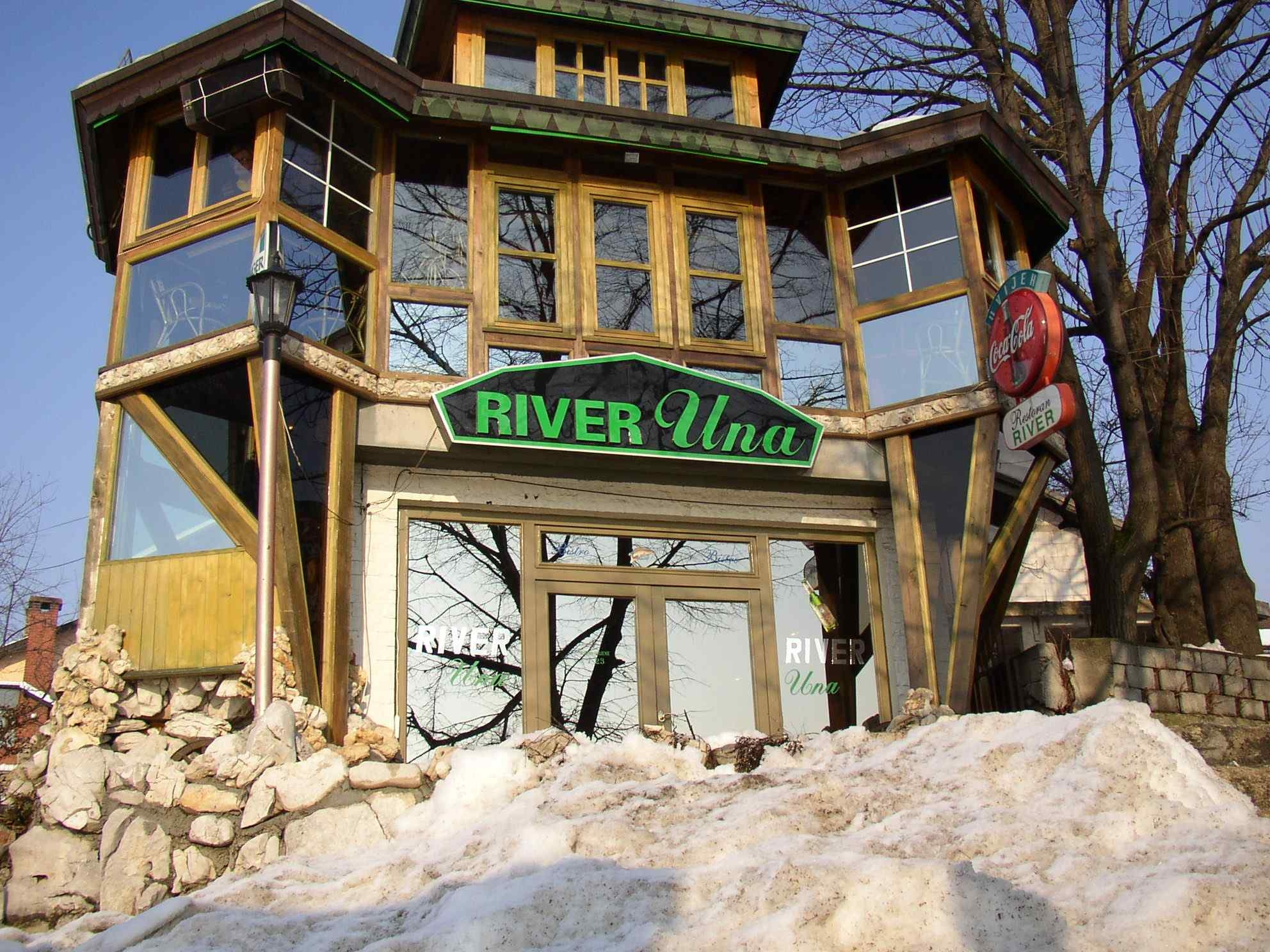
Een café aan de Una rivier

Federatie van Bosnië en Herzegovina:

Banovići · Bihać · Bosanska Krupa · Bosanski Petrovac · Bosansko Grahovo · Breza · Bugojno · Busovača · Bužim · Čapljina · Cazin · Čelić · Centar · Čitluk · Drvar · Doboj Istok · Doboj Jug · Dobretići · Domaljevac-Šamac · Donji Vakuf · Foča-Ustikolina · Fojnica · Glamoč · Goražde · Gornji Vakuf-Uskoplje · Gračanica · Gradačac · Grude · Hadžići · Ilidža · Ilijaš · Jablanica · Jajce · Kakanj · Kalesija · Kiseljak · Kladanj · Ključ · Konjic · Kreševo · Kupres · Livno · Ljubuški · Lukavac · Maglaj · Mostar · Neum · Novi Grad · Novo Sarajevo · Novi Travnik · Odžak · Olovo · Orašje · Pale-Prača · Posušje · Prozor-Rama · Ravno · Sanski Most · Sapna · Široki Brijeg · Srebrenik · Stari Grad · Stolac · Teočak · Tešanj · Tomislavgrad · Travnik · Trnovo · Tuzla · Usora · Vareš · Velika Kladuša · Visoko · Vitez · Vogošća · Zavidovići · Zenica · Žepče · Živinice

De hoofdstad Sarajevo bestaat uit de gemeenten Centar, Novi Grad, Novo Sarajevo en Stari Grad.
Servische Republiek:

Banja Luka · Berkovići · Bijeljina · Bileća · Bosanska Kostajnica · Brod · Bratunac · Čajniče · Čelinac · Derventa · Doboj · Donji Žabar · Foča · Gacko · Gradiška · Han Pijesak · Istočni Drvar · Istočna Ilidža · Istočni Mostar · Istočno Novo Sarajevo · Istočno Sarajevo · Istočni Stari Grad · Jezero · Kalinovik · Kneževo · Kozarska Dubica · Kotor Varoš · Krupa na Uni · Srpski Kupres · Laktaši · Ljubinje · Lopare · Milići · Modriča · Mrkonjić Grad · Nevesinje · Novi Grad · Osmaci · Oštra Luka · Pale · Pelagićevo · Petrovac · Petrovo · Prijedor · Prnjavor · Ribnik · Rogatica · Rudo · Šamac · Šekovići · Šipovo · Sokolac · Srbac · Srebrenica · Teslić · Trebinje · Trnovo · Ugljevik · Ustiprača · Višegrad · Vlasenica · Vukosavlje · Zvornik